# کوبه (ساز)
کوبه به معنی طبل و به معنی چوبکی که با آن طبل می‌زنند نیز در عربی درآمده بود و این واژه از ریشهٔ کوفتن در فارسی است. دهلی است دم‌دراز، شبیه قیف که آن را از چوب و گاهی از سفال سازند و معرکه‌گیران و سرآوازه‌خوانان آن را زیر بغل گیرند و نوازند. امام محمد غزالی در زمان خود نواختن آن را در اسلام ممنوع اعلام کرده‌است زیرا این ساز را بیشتر مخنثان می‌نواختند.